# Domenico Arcuri
Domenico Francesco Arcuri (Melito di Porto Salvo, 10 luglio 1963) è un dirigente d'azienda e funzionario italiano, dal 2007 al 2022 amministratore delegato di Invitalia. Dal 18 marzo 2020 al 1º marzo 2021 è stato il Commissario straordinario per l'attuazione e il coordinamento delle misure occorrenti per il contenimento e contrasto dell'emergenza epidemiologica COVID-19.

## Biografia

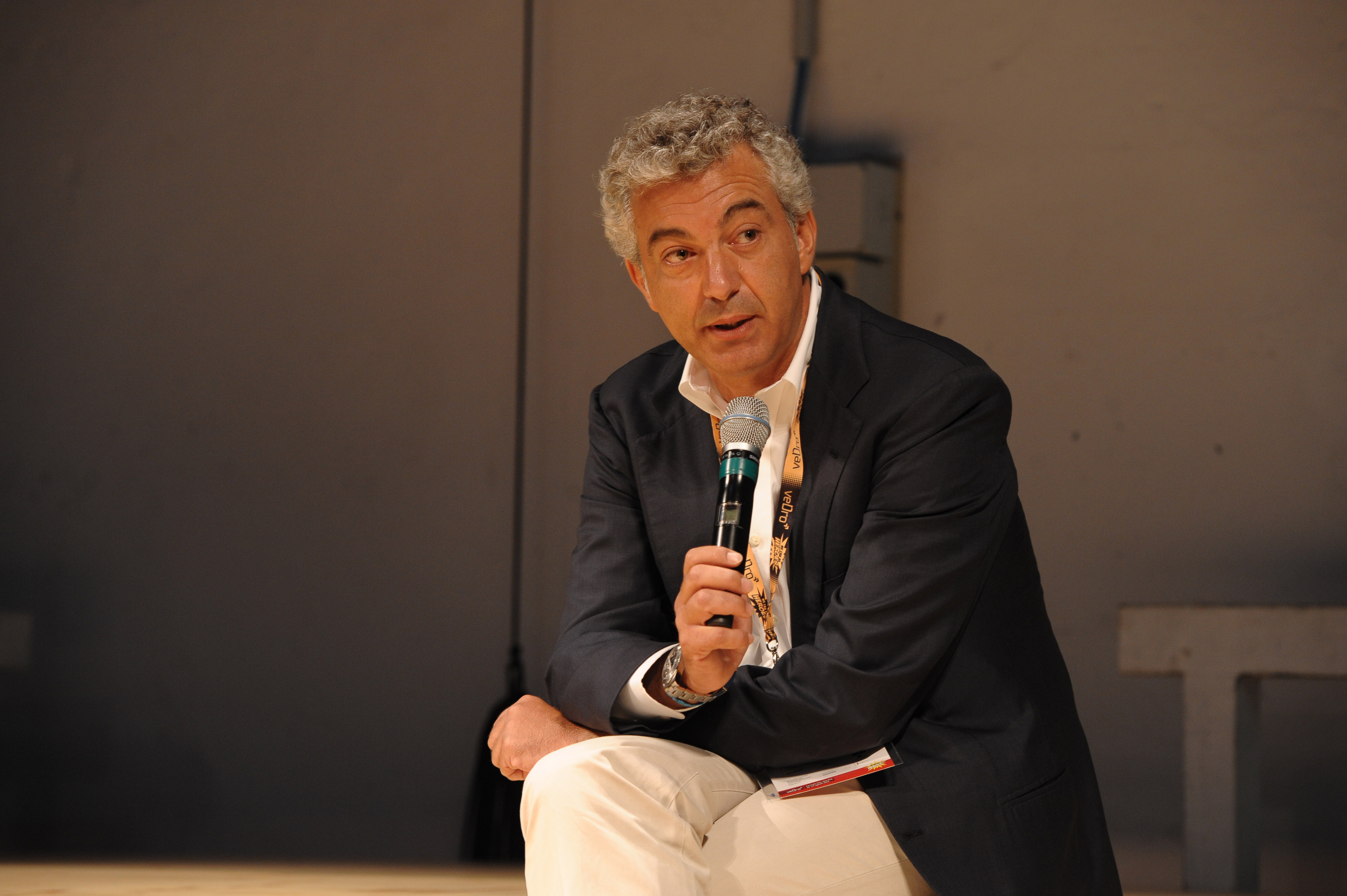
Domenico Arcuri, amministratore delegato di Invitalia

Nato a Melito di Porto Salvo (RC), dopo aver frequentato la scuola militare Nunziatella a Napoli, nel 1986 si laurea in Economia e Commercio alla LUISS Guido Carli di Roma, con una tesi dal titolo “Redditività economica e sociale degli investimenti pubblici nel Mezzogiorno”.
Inizia fin da subito a lavorare all'IRI, dove ricopre ruoli gestionali in varie società appartenenti al gruppo operanti nei settori dell'informatica, delle telecomunicazioni e della radiotelevisione. Nel 1992 fonda la Pars SpA, società di consulenza nel settore informatico (in cui Arthur Andersen MBA e Marconi Communications hanno una piccola partecipazione) in cui ricopre le cariche di presidente e amministratore delegato. Dal 2002 guida il settore "Telco, Media e Technology" di Arthur Andersen MBA, società che nel 2003 confluisce nella Deloitte Consulting.
Dopo esser divenuto nel 2004 amministratore delegato di Deloitte Consulting, ramo italiano di Deloitte, attivo nell'ambito della consulenza aziendale, nel 2007 viene nominato amministratore delegato di Invitalia, occupandosi dello sviluppo del sistema produttivo, della coesione territoriale e della reindustrializzazione di aree industriali dismesse in crisi economica, tra cui la bonifica dell'area di Bagnoli e di Termini Imerese. Cessa dall'incarico il 6 luglio 2022.
Il 16 marzo 2020, dopo l’annuncio di qualche giorno prima, viene nominato dal Presidente del Consiglio Giuseppe Conte Commissario straordinario per l'attuazione e il coordinamento delle misure occorrenti per il contenimento e contrasto dell'emergenza epidemiologica COVID-19, incarico che termina il 1º marzo 2021, data in cui viene rimpiazzato dal generale Francesco Paolo Figliuolo, nominato dal Presidente del Consiglio Mario Draghi.
Nel novembre 2020 si occupa della trattativa per verificare le condizioni per la sottoscrizione di un nuovo accordo sulla governance dell'ex Ilva, con l’ingresso del Ministero dell'Economia, attraverso Invitalia, nel capitale sociale delle acciaierie tarantine.
Intrattiene collaborazioni con diversi atenei italiani, come l'Università Bocconi, la Federico II di Napoli, la LUISS di Roma, ed è inoltre editorialista su alcuni quotidiani nazionali, con articoli che spesso trattano il tema dello sviluppo del meridione.

## Vita privata
Ha una figlia, Caterina, nata dalla relazione con la giornalista e conduttrice Myrta Merlino. In seguito si è legato sentimentalmente ad Antonella Mansi, ex vicepresidente nazionale di Confindustria ed ex presidente della Fondazione Monte dei Paschi di Siena.

## Procedimenti giudiziari
Il 18 ottobre 2021 risulta indagato dalla Procura della Repubblica presso il Tribunale di Roma per peculato ed abuso d'ufficio, nell'ambito di una più ampia inchiesta sulla fornitura di mascherine cinesi che aveva già portato ad un arresto e quattro misure interdittive.
Nel medesimo procedimento, Arcuri era indagato anche per corruzione. Per tale accusa, la Procura di Roma – secondo quanto riportato da la Repubblica nell'ottobre 2021 – ha chiesto l'archiviazione, sulla quale dovrà esprimersi (accettandola oppure ordinando ulteriori indagini) il giudice per le indagini preliminari.